# ニコラ＝シャルル・ボクサ

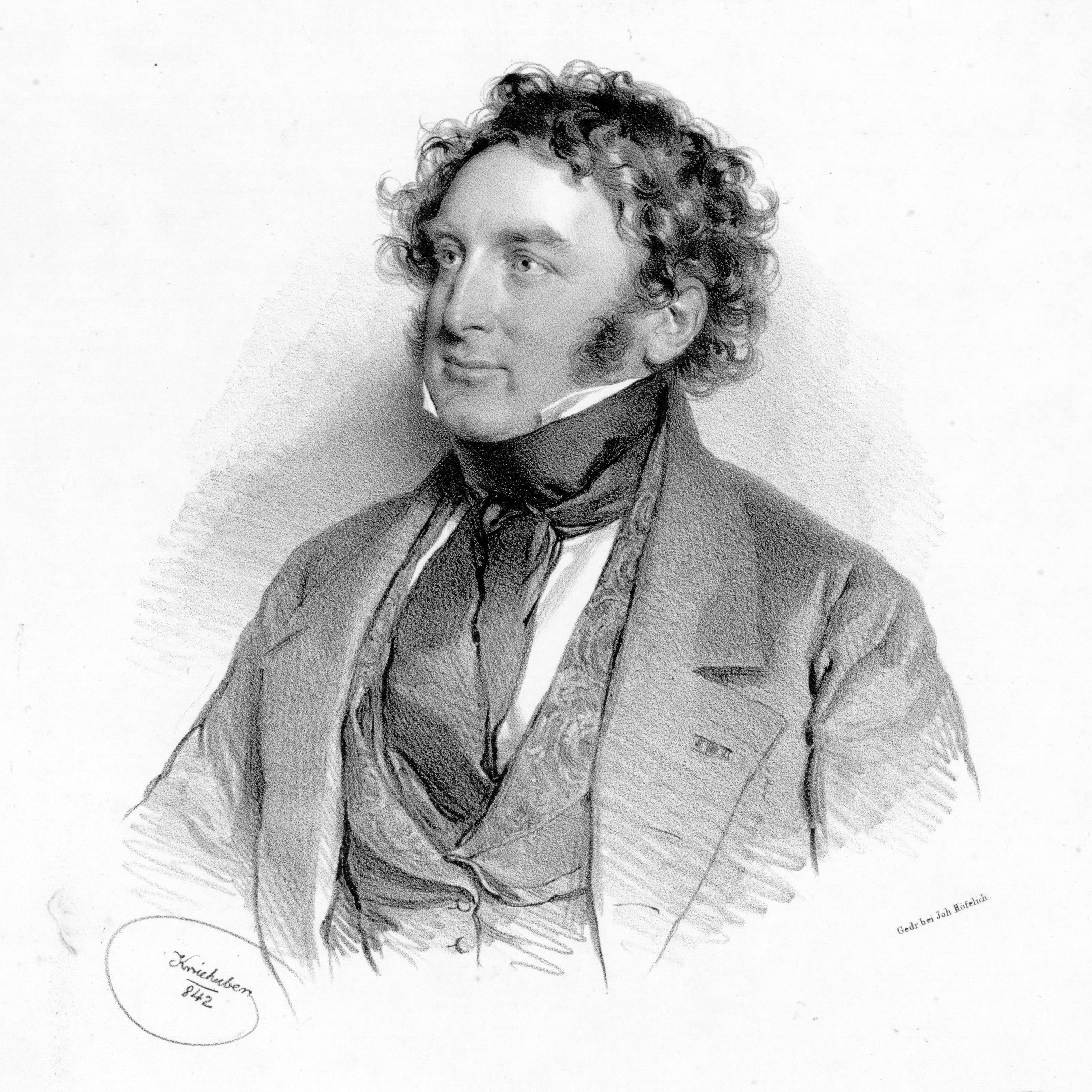
ボクサ、1842年

ロベール・ニコラ＝シャルル・ボクサ（Robert Nicolas-Charles Bochsa, 1789年8月9日 - 1856年1月6日）は、19世紀フランスの作曲家・ハープ奏者。波瀾万丈の生涯を送り、世界各地を転々とした。

## 生涯
1789年にモンメディで生まれる。神童ハープ奏者として活躍した後、1813年にナポレオン1世の宮廷楽団のハープ奏者に任命され、オペラの作曲に着手する。しかしながら1817年、通貨偽造や結婚詐欺（または重婚）、文書偽造への連坐により、告訴を免れるためにイングランドに逃亡。欠席裁判によって懲役刑が課された。
フランス法から無事に逃れてロンドンに上陸、1821年に王立音楽アカデミー開設に協力して学長を務めるが、1826年に前歴が発覚したため、辞職せざるを得なくなる。その後はロンドン王立劇場の音楽監督に就任している。
1839年に再びスキャンダルに関与、今度はオペラ作曲家ヘンリー・ビショップの夫人でオペラ歌手アンナ・リヴィエラと駆け落ちして、海外に逃亡したのである。ふたりは（フランス以外の）ヨーロッパやアメリカ合衆国で演奏活動を行い、1855年12月にゴールドラッシュに沸くシドニーに上陸した。しかし、オーストラリアでは1回しか演奏旅行を行うことができなかった。シドニーでボクサが急死したからである。アンナ・ビショップはシドニーのキャンパーダウン墓地に、彫刻をあしらったボクサの墓碑銘を贈っている。